# Sean Chapman
Sean Chapman, född 19 juni 1961 i Greenwich, London, är en brittisk skådespelare. Chapman medverkar bland annat som Frank Cotton i filmerna Hellraiser (1987) och Hellbound: Hellraiser II (1987). Han har även gjort gästroller i avsnitt av TV-serier som Morden i Midsomer, Hem till gården och Helt hysteriskt. Chapman har även gjort röstroller till datorspel. 

## Biografi
Fadern övergav honom som barn, och han uppfostrades av sin mor. Chapman var bara intresserad av drama och engelska i skolan, och började på en scenskola. Där upptäcktes han som sjuttonåring av regissören Alan Clarke, som imponerades av Chapmans förmåga att tala med Liverpooldialekt och gav honom en roll i sin film Revolt) (1979). Sean Chapman har sedan dess spelat tuffa killar i både brittiska och amerikanska filmer.

## Filmografi
- 1978 – Boarding School - Rodney
- 1979 – Revolt
- 1985 – Underworld
- 1987 – Eat the Rich  - Mark
- 1987 – The Fourth Protocol - Captain Lyndhurst
- 1987 – Hellraiser - Frank Cotton
- 1988 – Hellbound: Hellraiser II - Frank Cotton/Frank Cotton i en återblick
- 1988 – For Queen & Country - Bob Harper
- 1997 – Tangier Cop - Arthur Smith
- 1998 – The Sea Change - Rupert
- 2000 – Ganster No. 1 - Korrupt polis